# Aeropuerto de Luxemburgo Findel
El Aeropuerto Internacional de Luxemburgo Findel (en luxemburgués: Fluchhafe Lëtzebuerg Findel) (código IATA: LUX - código ICAO: ELLX) es el principal aeropuerto de Luxemburgo, y el único del país con una pista pavimentada, con orientación 06/24 y un tamaño de 4 000 metros de largo por 60 metros de ancho.
El aeropuerto tiene dos terminales y es completamente internacional ya que no hay otros aeropuertos comerciales en el país.
Luxair, la aerolínea internacional de Luxemburgo, y Cargolux, una aerolínea exclusiva de carga, tienen su base en las cercanías del aeropuerto.
En cuanto al transporte de mercancías, gracias en su mayor parte a la compañía Cargolux, es el quinto aeropuerto más grande de mercancías en Europa después de París, Frankfurt, Ámsterdam y Londres y en el puesto 23 a nivel mundial. En términos de tráfico de pasajeros, transportó en 2014 a 2.467.864 pasajeros.

## Historia

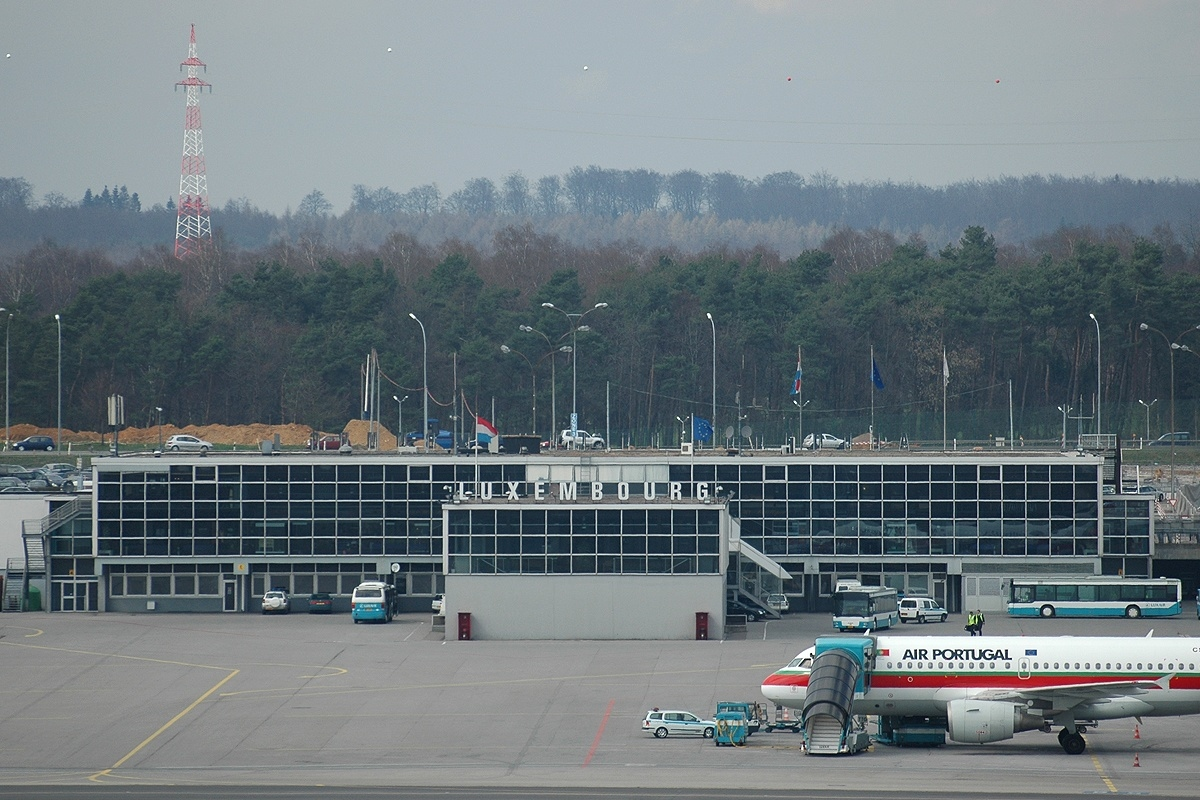
Vista de la antigua terminal principal.

### Primeros años
El aeropuerto fue originalmente conocido como "Aeropuerto de Sandweiler", y fue inaugurado en la década de 1930 como un pequeño campo de aviación de hierba con una pista de aterrizaje relativamente corta (1000 m).

### Uso durante la Segunda Guerra Mundial
Luxemburgo, a pesar de declararse neutral, fue invadido por Alemania el 10 de mayo de 1940 y el 21 de mayo la Luftwaffe asignó a la Jagdgeschwader 53 (JG 53), una unidad de combate de Messerschmitt Bf 109 al aeropuerto. La JG 53 se dedica a la lucha contra los franceses y la Fuerza Expedicionaria Británica en Francia durante la batalla de Francia en mayo y junio. Además, la Jagdgeschwader 52 (JG 52) operó Bf 109 de Sandweiler durante la Blitzkrieg. La JG 52 se trasladó a Francia el 29 de mayo, pero la JG 53 se mantuvo en Luxemburgo hasta el 18 de agosto, cuando se acercó al Canal de la Mancha a tomar parte en la Batalla de Inglaterra.
El Aeropuerto de Sandweiler permaneció sin ser utilizado por la Luftwaffe hasta septiembre de 1944, cuando la Aufklärungsgruppe 123 (AKG 123), una unidad de reconocimiento que utilizaba un Henschel Hs 126, un avión de reconocimiento de dos asientos, fue asignada al aeropuerto. La AKG 123 se desplazó hacia el este de Alemania después de sólo unos pocos días, cuando el Ejército de los Estados Unidos avanzó a través de Luxemburgo y expulsó a las fuerzas de ocupación alemana.

### Uso aliado
Los ingenieros de combate del Ejército de los Estados Unidos llegaron a Sandweiler a mediados de septiembre de 1944 y llevaron a cabo una reconstrucción menor para preparar la pista de aterrizaje para aviones de combate de la Fuerza Aérea Novena. El campo de aviación fue designado como Lugar de aterrizaje avanzado (Advanced Landing Ground) "A-97" Sandweiler y fue abierto el 18 de septiembre. El Grupo de Reconocimiento táctico 363d de la Fuerza Aérea Novena operó una variedad de aviones de reconocimiento fotográfico hasta el 29 de octubre de 1944, cuando también se desplazó al este de Alemania.
El aeropuerto de Sandweiler fue utilizado por los americanos para el resto de la guerra como un campo de aviación de aprovisionamiento y también para evacuar a los heridos en combate hacia el Reino Unido. Se devolvió al control luxemburgués el 15 de agosto de 1945.

### Presente
El aeropuerto de Luxemburgo ha construido una zona de alta seguridad lejos de la mayoría de las actividades del aeropuerto con el fin de atraer al negocio de transporte de mercancías valiosas como el arte y las joyas. De acuerdo con Hiscox, hay una "demanda masiva" para un centro de ese tipo. Los aviones se mueven desde la zona principal del aeropuerto antes de cargar.

## Localización
El aeropuerto de Luxemburgo Findel se encuentra al noreste de Luxemburgo, cerca de los pueblos de Sandweiler y Senningerberg. La distancia al centro de la capital es de 6 km, el aeropuerto es accesible por carretera y por dos líneas de autobús (16 y 29).

### Aeropuertos más cercanos
| Noroeste: Charleroi (B) | Norte: Lieja (B)             |                         |
|                         |                              | Este: Hahn (D)          |
|                         | Sur: Metz-Nancy-Lorraine (F) | Sureste: Sarrebruck (D) |

## Terminales

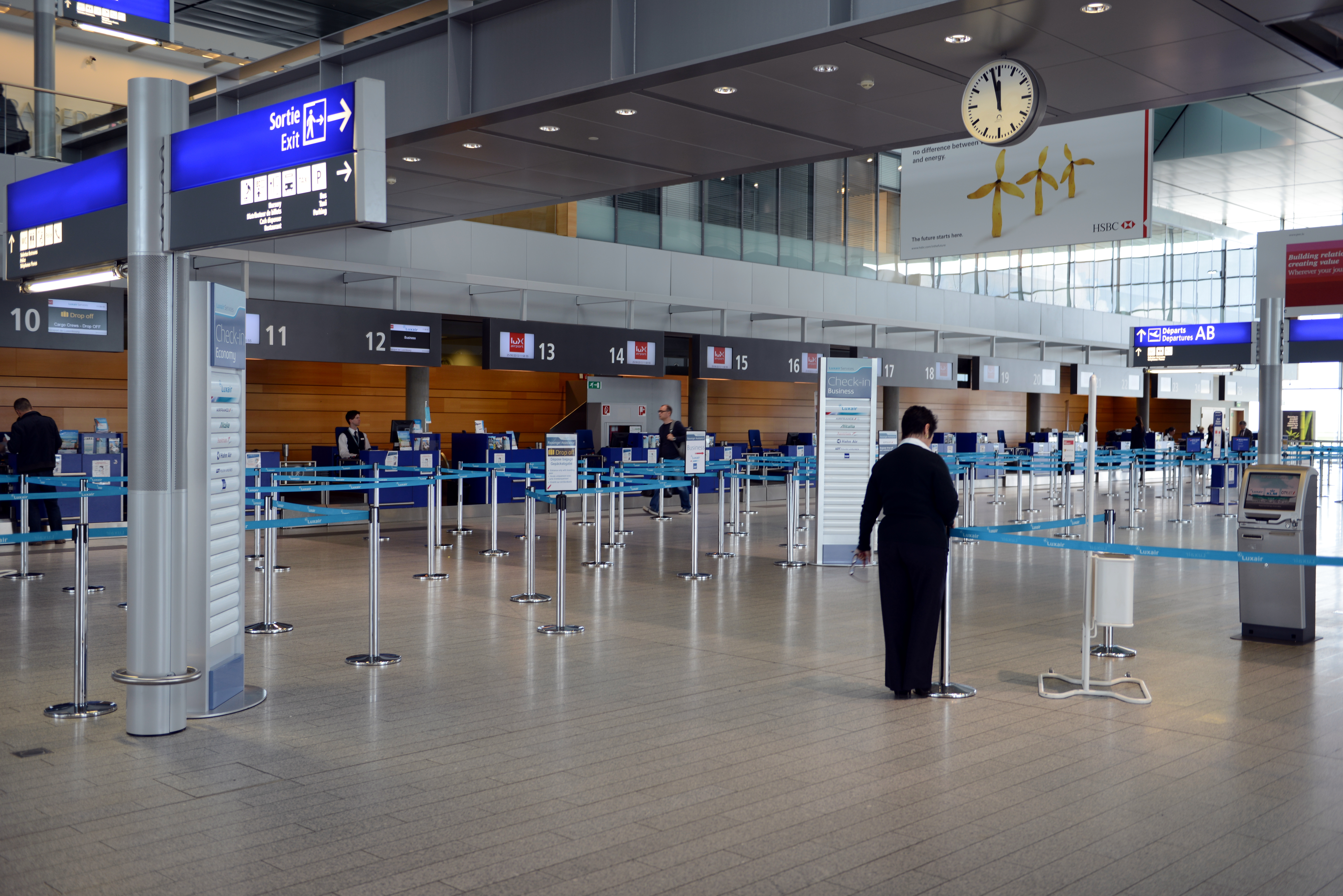
Zona de check-in en la Terminal A

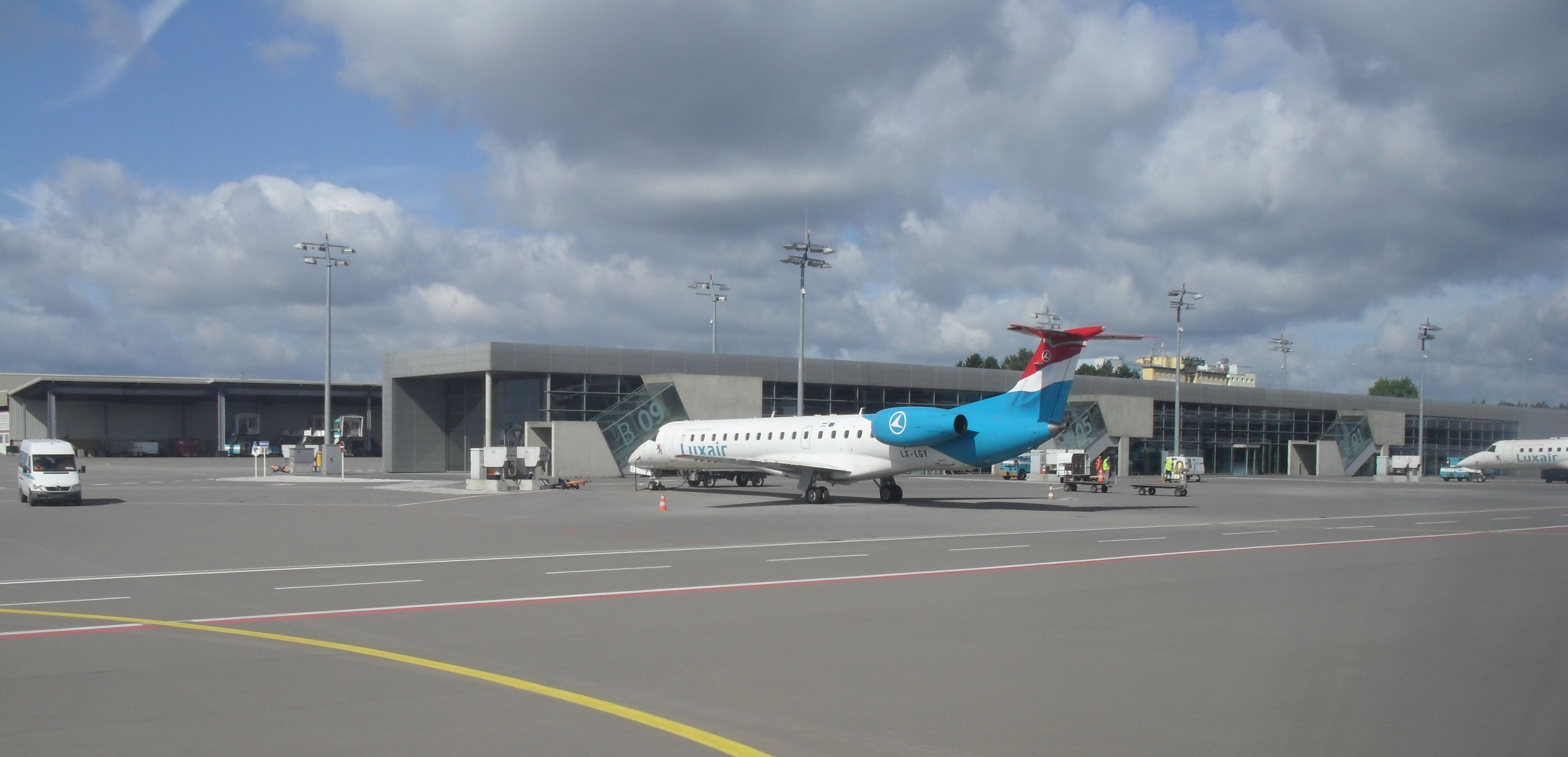
Vista exterior de la Terminal B.

### Terminal A
Construida en 1975, el edificio fue la única terminal del aeropuerto durante 30 años, hasta que la terminal B se abrió en 2004. La terminal estaba abarrotada especialmente durante el período de verano, y sólo tenía dos o tres tiendas. La terminal comenzó a ser demolida a finales de 2011, completándose en marzo de 2012 con el fin de construir una pasarela que conectara la terminal B y la nueva terminal A. La construcción de la nueva Terminal A se inició en 2005 y fue inaugurada en mayo de 2008.

### Terminal B
La Terminal B se abrió en el año 2004, el edificio es especial ya que sólo tiene puertas y no tiene mostradores ni vestíbulo de llegadas. Fue construida para alojar aviones pequeños con una capacidad máxima de 50 personas. Puede manejar hasta 600.000 pasajeros al año.

## Aerolíneas y destinos

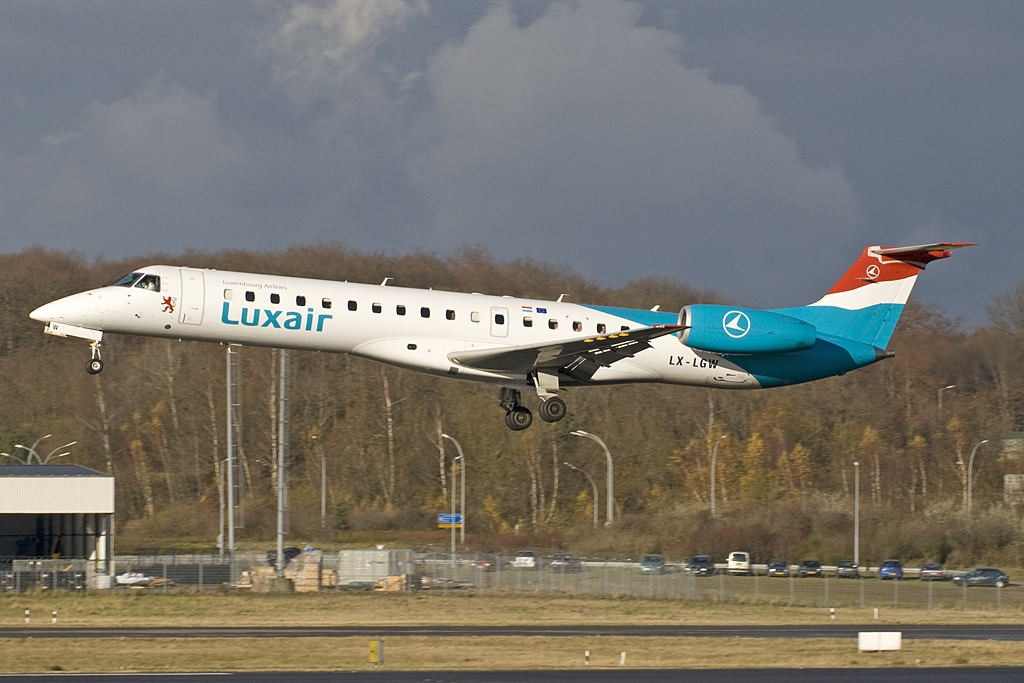
Embraer ERJ 145 de Luxair aterrizando en el aeropuerto.

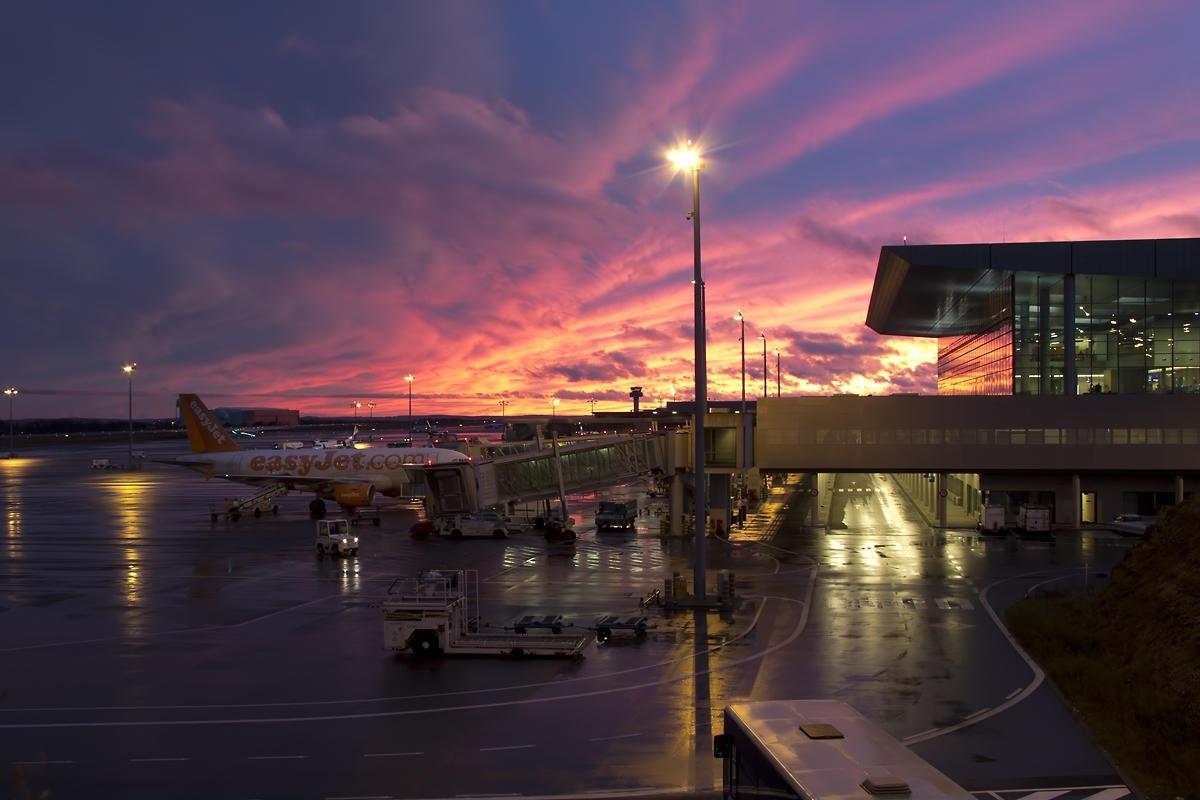
Zona de estacionamiento de aeronaves, con un Airbus A319 de easyJet estacionado.

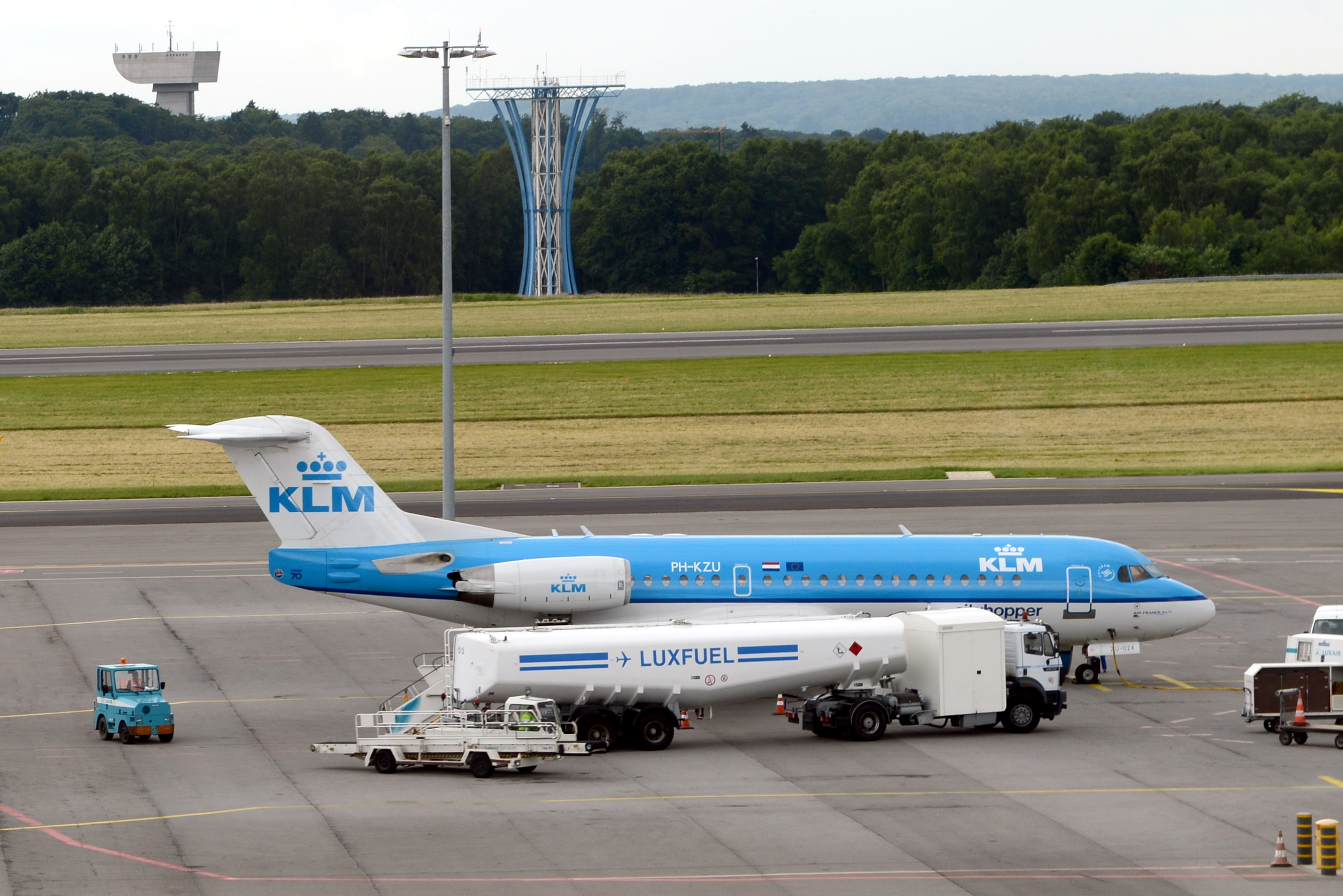
Un Fokker 70 de KLM Cityhopper estacionado en el aeropuerto y en proceso de repostaje.

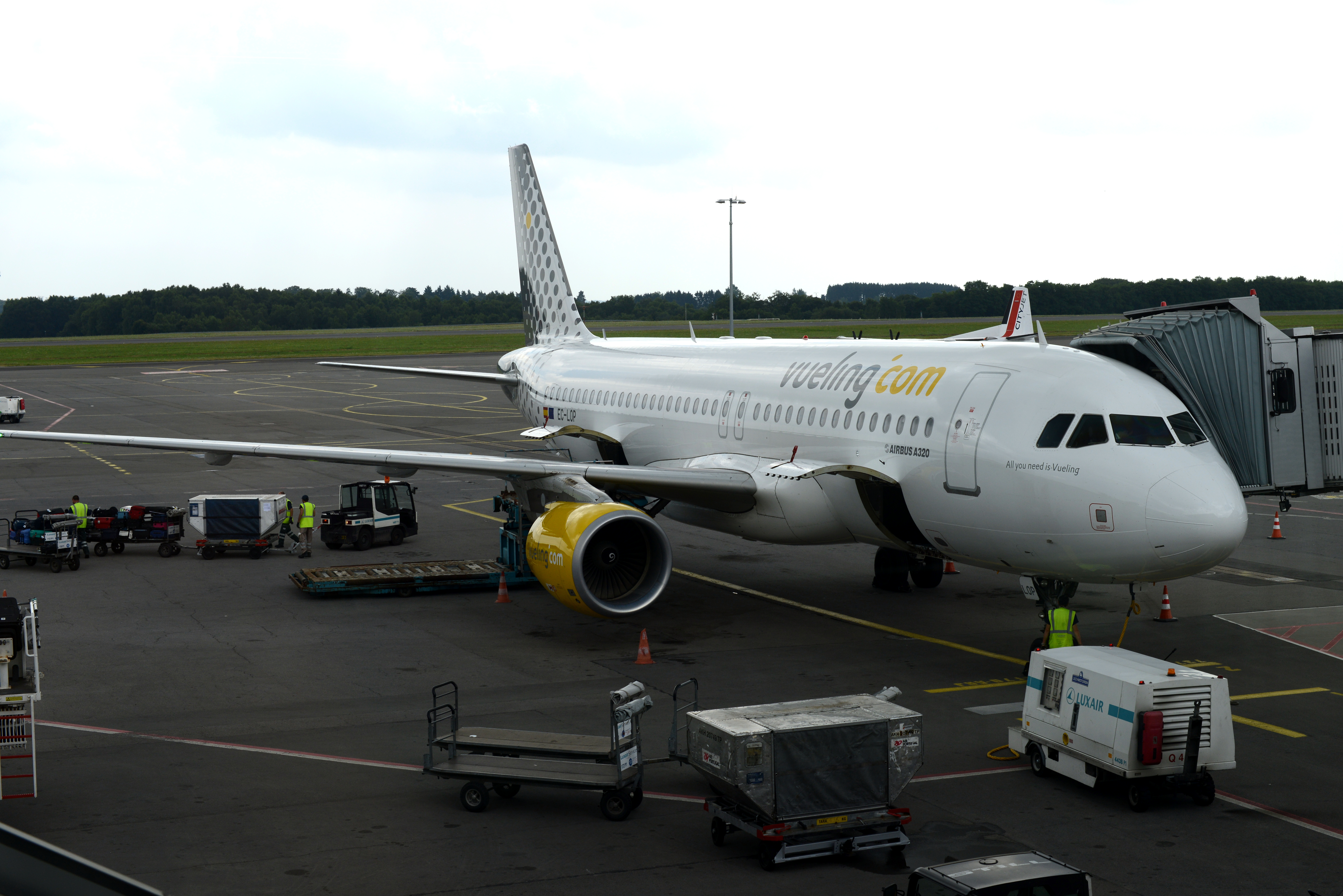
Airbus A320 de Vueling en el aeropuerto.

### Destinos internacionales

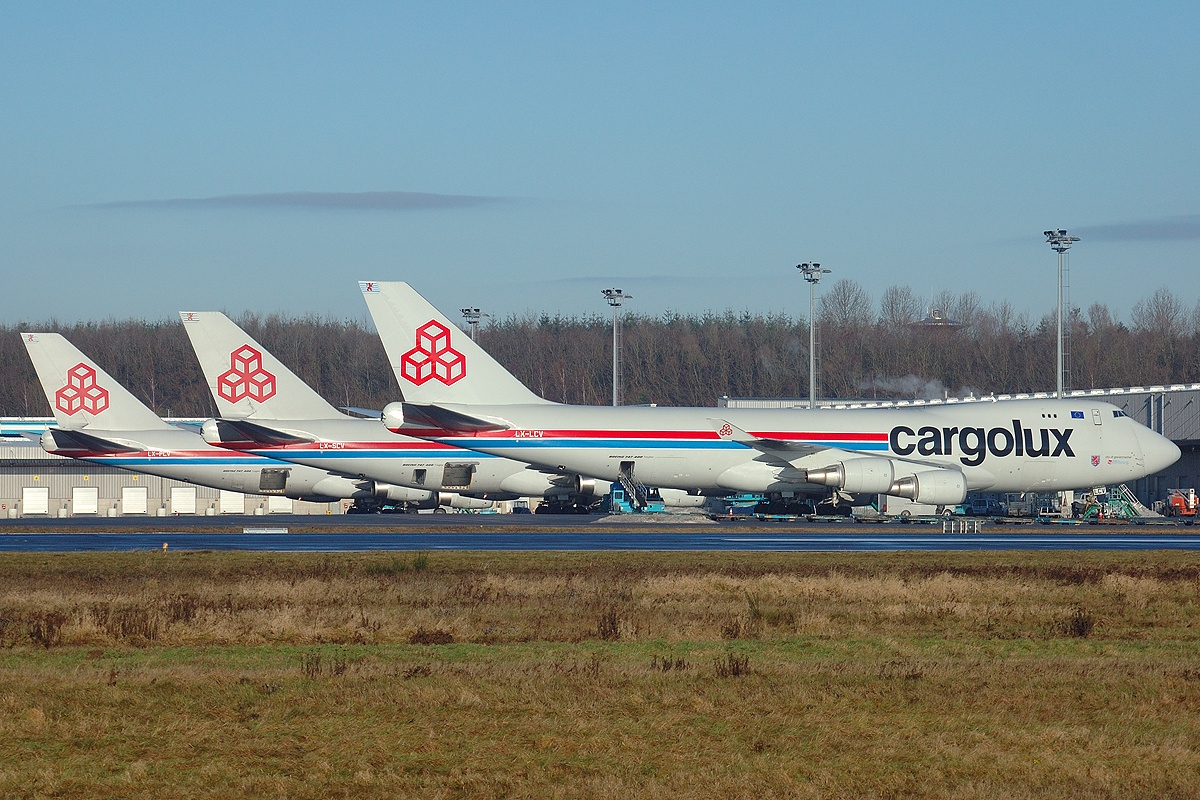
3 Boeing 747-F de Cargolux estacionados en la terminal de carga.

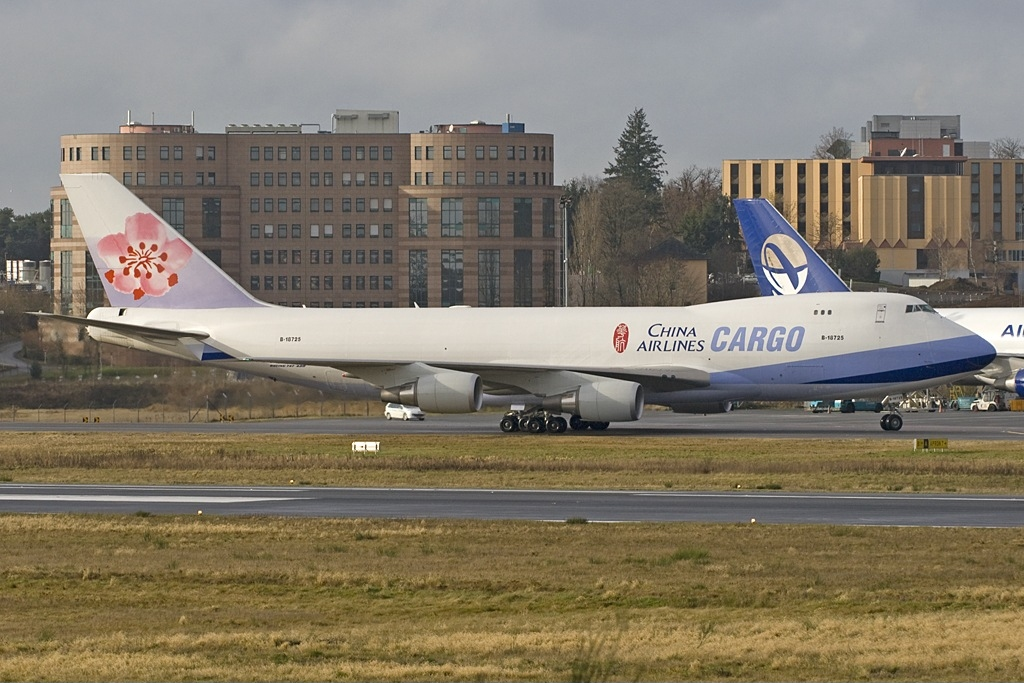
Boeing 747-F de China Airlines Cargo en el aeropuerto.

| Ciudades por países  | Nombre del aeropuerto                                   | Aerolíneas                                      | Aeronaves        | Frecuencias semanales |        |
| África               | África                                                  | África                                          | África           | África                | África |
| -------------------- | ------------------------------------------------------- | ----------------------------------------------- | ---------------- | --------------------- | ------ |
| Cabo Verde           |                                                         |                                                 |                  |                       |        |
| Espargos             | Aeropuerto Internacional Amílcar Cabral                 | Luxair (Estacional)                             |                  |                       |        |
| Boa Vista            | Aeropuerto Internacional Aristides Pereira              | Luxair (Estacional)                             |                  |                       |        |
| Marruecos            |                                                         |                                                 |                  |                       |        |
| Agadir               | Aeropuerto de Agadir-Al Massira                         | Luxair (Estacional)                             |                  |                       |        |
| Marrakech            | Aeropuerto de Marrakech-Menara                          | Luxair                                          |                  |                       |        |
| Túnez                |                                                         |                                                 |                  |                       |        |
| Enfidha              | Aeropuerto de Enfidha-Hammamet                          | Luxair (Estacional)                             |                  |                       |        |
| Túnez                | Aeropuerto Internacional de Túnez-Cartago               | Luxair                                          | DHC-8 Q402       |                       |        |
| Asia                 |                                                         |                                                 |                  |                       |        |
| EAU                  |                                                         |                                                 |                  |                       |        |
| Ras Al Khaimah       | Aeropuerto Internacional de Ras Al Khaimah              | Luxair (Estacional)                             |                  |                       |        |
| Turquía              |                                                         |                                                 |                  |                       |        |
| Antalya              | Aeropuerto de Antalya                                   | Luxair (Estacional)                             |                  |                       |        |
| Bodrum               | Aeropuerto de Milas-Bodrum                              | Luxair (Estacional)                             |                  |                       |        |
| Estambul             | Aeropuerto de Estambul                                  | Luxair Turkish Airlines                         |                  |                       |        |
| Europa               |                                                         |                                                 |                  |                       |        |
| Alemania             |                                                         |                                                 |                  |                       |        |
| Berlín               | Aeropuerto de Berlín-Brandeburgo Willy Brandt           | easyJet Europe Luxair                           | A3xx             |                       |        |
| Düsseldorf           | Aeropuerto de Düsseldorf                                | Hahn Air                                        | Cessna Citation  |                       |        |
| Frankfurt            | Aeropuerto Internacional de Frankfurt                   | Lufthansa                                       |                  |                       |        |
| Hamburgo             | Aeropuerto de Hamburgo                                  | Luxair                                          |                  |                       |        |
| Múnich               | Aeropuerto Internacional Franz Josef Strauss            | Lufthansa Luxair                                |                  |                       |        |
| Saarbrücken          | Aeropuerto de Saarbrücken                               | Luxair                                          |                  |                       |        |
| Austria              |                                                         |                                                 |                  |                       |        |
| Viena                | Aeropuerto de Viena-Schwechat                           | Luxair                                          |                  |                       |        |
| Bulgaria             |                                                         |                                                 |                  |                       |        |
| Burgas               | Aeropuerto de Burgas                                    | Luxair (Estacional)                             |                  |                       |        |
| Varna                | Aeropuerto de Varna                                     | Luxair (Estacional)                             |                  |                       |        |
| Croacia              |                                                         |                                                 |                  |                       |        |
| Brač                 | Aeropuerto de Brač                                      | Luxair (Estacional)                             |                  |                       |        |
| Dubrovnik            | Aeropuerto de Dubrovnik                                 | Luxair (Estacional)                             |                  |                       |        |
| Zadar                | Aeropuerto de Zadar                                     | Luxair (Estacional)                             |                  |                       |        |
| Dinamarca            |                                                         |                                                 |                  |                       |        |
| Copenhague           | Aeropuerto de Copenhague-Kastrup                        | Luxair                                          |                  |                       |        |
| España               |                                                         |                                                 |                  |                       |        |
| Alicante             | Aeropuerto de Alicante-Elche                            | Luxair (Estacional)                             |                  |                       |        |
| Almería              | Aeropuerto de Almería                                   | Luxair (Estacional)                             | DHC-8 Q402       |                       |        |
| Barcelona            | Aeropuerto de Barcelona-El Prat                         | Luxair Ryanair                                  | B737             |                       |        |
| Fuerteventura        | Aeropuerto de Fuerteventura                             | Luxair                                          |                  |                       |        |
| Gran Canaria         | Aeropuerto de Gran Canaria                              | Luxair                                          |                  |                       |        |
| Jerez de la Frontera | Aeropuerto de Jerez                                     | Luxair (Estacional)                             |                  |                       |        |
| Lanzarote            | Aeropuerto de Lanzarote                                 | Luxair                                          |                  |                       |        |
| Málaga               | Aeropuerto de Málaga-Costa del Sol                      | Luxair                                          |                  |                       |        |
| Madrid               | Aeropuerto de Madrid-Barajas                            | Air Europa Iberia Luxair Ryanair                | B737             |                       |        |
| Palma de Mallorca    | Aeropuerto de Palma de Mallorca                         | Luxair Ryanair (Estacional)                     | B737             |                       |        |
| Sevilla              | Aeropuerto de Sevilla                                   | Ryanair                                         | B737             |                       |        |
| Tenerife             | Aeropuerto de Tenerife Sur                              | Luxair                                          |                  |                       |        |
| Francia              |                                                         |                                                 |                  |                       |        |
| Ajaccio              | Aeropuerto de Ajaccio-Napoleón Bonaparte                | Luxair (Estacional)                             |                  |                       |        |
| Bastia               | Aeropuerto de Bastia-Poretta                            | Luxair (Estacional)                             |                  |                       |        |
| Biárriz              | Aeropuerto de Biarritz-Anglet-Bayonne                   | Luxair (Estacional)                             |                  |                       |        |
| Burdeos              | Aeropuerto de Burdeos-Mérignac                          | easyJet Europe                                  | A3xx             |                       |        |
| Figari               | Aeropuerto de Figari Sud-Corse                          | Luxair (Estacional)                             |                  |                       |        |
| Niza                 | Aeropuerto Internacional de Niza-Costa Azul             | Luxair Volotea (Estacional)                     | A3xxceo          |                       |        |
| París                | Aeropuerto Internacional Charles de Gaulle              | Air France Luxair                               |                  |                       |        |
| Irlanda              |                                                         |                                                 |                  |                       |        |
| Dublín               | Aeropuerto de Dublín                                    | Luxair Ryanair                                  | B737             |                       |        |
| Islandia             |                                                         |                                                 |                  |                       |        |
| Reykiavik            | Aeropuerto Internacional Keflavík                       | Luxair (Estacional) Play                        |                  |                       |        |
| Italia               |                                                         |                                                 |                  |                       |        |
| Bérgamo              | Aeropuerto de Bérgamo-Orio al Serio                     | Ryanair                                         | B737             |                       |        |
| Cagliari             | Aeropuerto de Cagliari-Elmas                            | Luxair (Estacional)                             |                  |                       |        |
| Catania              | Aeropuerto de Catania-Fontanarossa                      | Luxair (Estacional)                             |                  |                       |        |
| Lamezia Terme        | Aeropuerto Internacional de Lamezia Terme               | Luxair (Estacional)                             |                  |                       |        |
| Milán                | Aeropuerto de Milán-Linate                              | ITA Airways operado por German Airways Luxair   | E-190            |                       |        |
| Milán                | Aeropuerto de Milán-Malpensa                            | easyJet Europe Luxair                           | A3xx             |                       |        |
| Nápoles              | Aeropuerto de Nápoles-Capodichino                       | Luxair (Estacional)                             |                  |                       |        |
| Palermo              | Aeropuerto de Palermo-Punta Raisi                       | Luxair (Estacional)                             |                  |                       |        |
| Rímini               | Aeropuerto de Rímini                                    | Luxair (Estacional)                             |                  |                       |        |
| Roma                 | Aeropuerto de Roma-Fiumicino                            | Luxair                                          |                  |                       |        |
| Turín                | Aeropuerto de Turín-Caselle                             | Luxair                                          |                  |                       |        |
| Venecia              | Aeropuerto Internacional Marco Polo                     | Luxair (Estacional)                             |                  |                       |        |
| Grecia               |                                                         |                                                 |                  |                       |        |
| Atenas               | Aeropuerto Internacional Eleftherios Venizelos          | Aegean Airlines (Estacional)                    | A32x             |                       |        |
| Corfú                | Aeropuerto Internacional de Corfú-Ioannis Kapodistrias  | Luxair (Estacional)                             |                  |                       |        |
| Cos                  | Aeropuerto Internacional de Kos-Hipócrates              | Luxair (Estacional)                             |                  |                       |        |
| Heraclión            | Aeropuerto Internacional de Heraclión Nikos Kazantzakis | Luxair (Estacional)                             |                  |                       |        |
| La Canea             | Aeropuerto Internacional de La Canea                    | Luxair (Estacional)                             |                  |                       |        |
| Rodas                | Aeropuerto Internacional de Rodas-Diágoras              | Luxair (Estacional)                             |                  |                       |        |
| Malta                |                                                         |                                                 |                  |                       |        |
| Malta                | Aeropuerto Internacional de Malta                       | Luxair (Estacional)                             |                  |                       |        |
| Países Bajos         |                                                         |                                                 |                  |                       |        |
| Ámsterdam            | Aeropuerto de Ámsterdam-Schiphol                        | KLM operado por KLM Cityhopper                  | E-Jet            |                       |        |
| Polonia              |                                                         |                                                 |                  |                       |        |
| Varsovia             | Aeropuerto de Varsovia-Chopin                           | LOT Polish Airlines                             |                  |                       |        |
| Portugal             |                                                         |                                                 |                  |                       |        |
| Faro                 | Aeropuerto de Faro                                      | Luxair                                          |                  |                       |        |
| Lisboa               | Aeropuerto de Lisboa                                    | easyJet Europe Luxair Ryanair TAP Air Portugal  | A3xx B737 A3xx   |                       |        |
| Madeira              | Aeropuerto de Madeira                                   | Luxair                                          |                  |                       |        |
| Oporto               | Aeropuerto de Oporto-Francisco Sá Carneiro              | easyJet Europe Luxair Ryanair TAP Air Portugal  | A3xx B737 A3xx   |                       |        |
| Reino Unido          |                                                         |                                                 |                  |                       |        |
| Londres              | Aeropuerto de Londres-City                              | British Airways operado por BA Cityflyer Luxair | E-190 DHC-8 Q402 |                       |        |
| Londres              | Aeropuerto de Londres-Gatwick                           | easyJet                                         | A3xx             |                       |        |
| Londres              | Aeropuerto de Londres-Heathrow                          | British Airways                                 |                  |                       |        |
| Londres              | Aeropuerto de Londres-Stansted                          | Ryanair                                         | B737             |                       |        |
| República Checa      |                                                         |                                                 |                  |                       |        |
| Praga                | Aeropuerto de Praga                                     | Luxair (Estacional)                             |                  |                       |        |
| Rumania              |                                                         |                                                 |                  |                       |        |
| Bucarest             | Aeropuerto Internacional de Bucarest-Henri Coandă       | Luxair                                          | DHC-8 Q402       |                       |        |
| Suecia               |                                                         |                                                 |                  |                       |        |
| Estocolmo            | Aeropuerto de Estocolmo-Arlanda                         | Luxair                                          |                  |                       |        |
| Suiza                |                                                         |                                                 |                  |                       |        |
| Ginebra              | Aeropuerto Internacional de Ginebra                     | Luxair                                          |                  |                       |        |
| Zúrich               | Aeropuerto Internacional de Zúrich                      | Swiss                                           | A                |                       |        |

### Carga
| Aerolíneas               | Destinos |
| ------------------------ | --- |
| Cargolux                 | Abiyán, Abu Dhabi, Acra, Alma Ata, Amán, Ámsterdam, Atlanta, Bakú, Baréin, Bangkok-Suvarnabhumi, Barcelona, Beirut, Bogotá, Brazzaville, Budapest, Buenos Aires-Ezeiza, Calgary, Campinas-Viracopos, Chennai, Chicago-O'Hare, Curitiba-Afonso Pena, Dammam, Doha, Dubai-International, El Cairo, Estambul-Sabiha Gökçen, Fortaleza, Glasgow-Prestwick, Guadalajara, Ho Chi Minh City, Hong Kong, Houston-Intercontinental, Huntsville, Indianápolis, Johannesburgo, Karachi, Kinshasa, Komatsu, Kuala Lumpur–International, Kuwait, Lagos, Latacunga, Libreville, Londres-Stansted, Los Ángeles, Lusaka, Maastricht, Melbourne, Ciudad de México, Miami, Milán-Malpensa, Manaus, Nairobi, Nueva York-JFK, Uagadugú, Panamá City, Pekín-Capital, Petrolina, Quito, Recife, San Juan, Santiago de Chile, Seattle/Tacoma, Seúl Incheon, Shanghái Pudong, Sharjah, Singapur, Sídney, Taipéi-Taoyuan, Tibilisi, Viena, Yamena, Zaragoza, Zhengzhou Puerto Rico(Aeropuerto Rafael Hernández Aguadilla)BQN |
| China Airlines Cargo     | Abu Dhabi, Bangkok-Suvarnabhumi, Ho Chi Minh City, Praga, Taipéi-Taoyuan |
| Ethiopian Airlines Cargo | Addis Abeba, Lieja, Pointe-Noire |
| Oman Air                 | Chennai, Mascate |
| Qatar Airways Cargo      | Atlanta, Bogotá, Doha, Houston-Intercontinental, Ciudad de México, Toronto-Pearson |
| Silk Way Airlines        | Bakú |
| Panalpina                | Huntsville |

## Estadísticas
Ver fuente y consulta Wikidata.

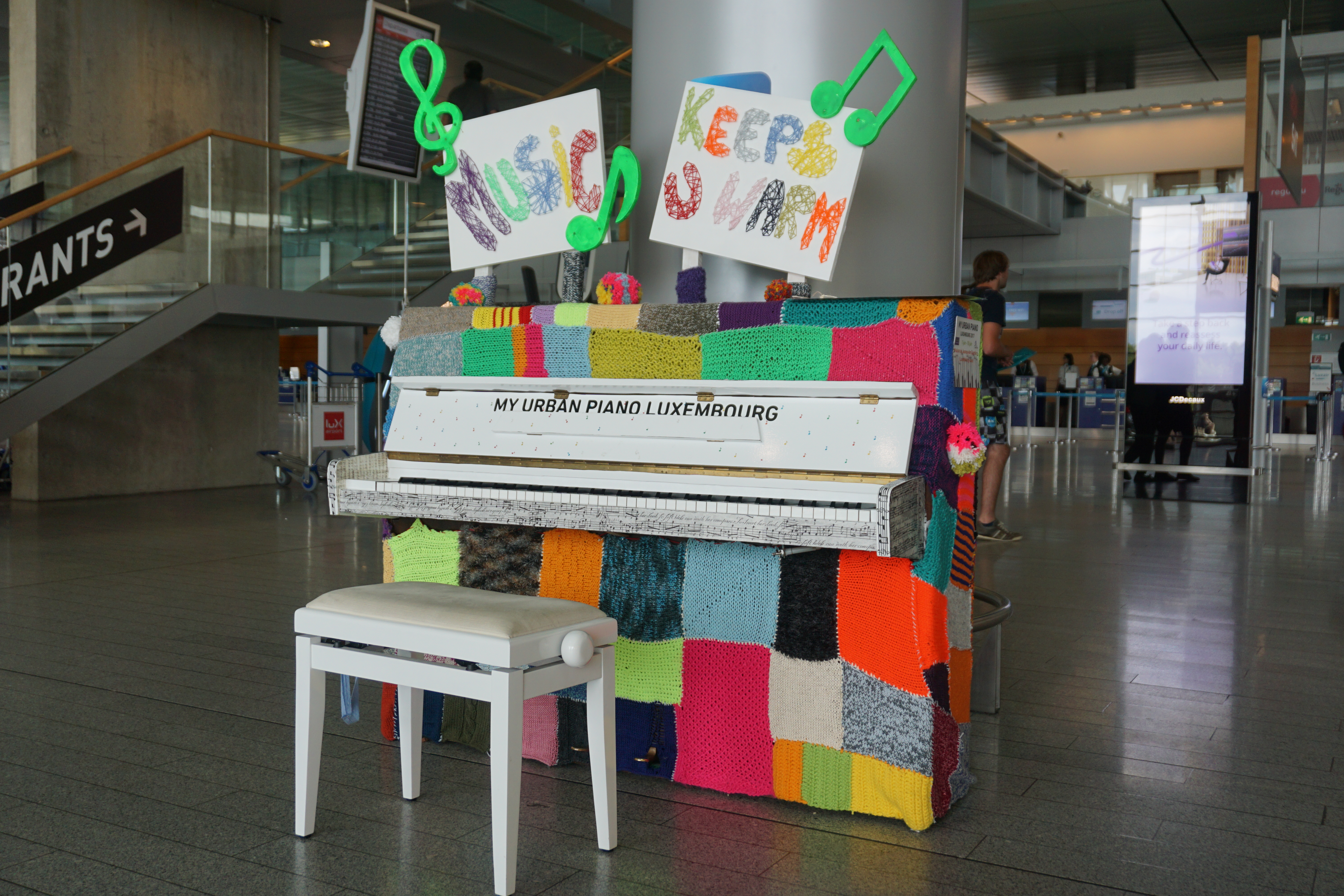
Piano libre

Evolución del tráfico de pasajeros desde el año 1955:
| Año  | Pasajeros |      |           |      |           |
| ---- | --------- | ---- | --------- | ---- | --------- |
| 1955 | 10 502    | 2001 | 1 625 323 | 2011 | 1 791 231 |
| 1960 | 55 591    | 2002 | 1 522 458 | 2012 | 1 919 694 |
| 1965 | 214 189   | 2003 | 1 461 140 | 2013 | 2 197 331 |
| 1970 | 476 938   | 2004 | 1 521 806 | 2014 | 2 467 864 |
| 1975 | 656 590   | 2005 | 1 573 825 | 2015 | 2 687 086 |
| 1980 | 670 159   | 2006 | 1 613 475 | 2016 |           |
| 1985 | 878 513   | 2007 | 1 642 848 | 2017 |           |
| 1990 | 1 072 264 | 2008 | 1 696 011 | 2018 |           |
| 1995 | 1 267 640 | 2009 | 1 551 315 | 2019 |           |
| 2000 | 1 669 484 | 2010 | 1 630 027 | 2020 |           |

Evolución del tráfico de carga en el aeropuerto desde 1990:
| Año  | Carga (kg)  |      |             |
| ---- | ----------- | ---- | ----------- |
| 1990 | 142 956 417 | 2011 | 656 651 139 |
| 1995 | 286 380 935 | 2012 | 614 904 815 |
| 2000 | 499 910 851 | 2013 | 673 499 726 |
| 2005 | 742 341 598 | 2014 | 708 077 753 |
| 2006 | 752 326 390 | 2015 | 737 625 000 |
| 2007 | 856 449 831 | 2016 |             |
| 2008 | 787 971 117 | 2017 |             |
| 2009 | 628 462 233 | 2018 |             |
| 2010 | 705 079 728 | 2019 |             |

## Accidentes e incidentes

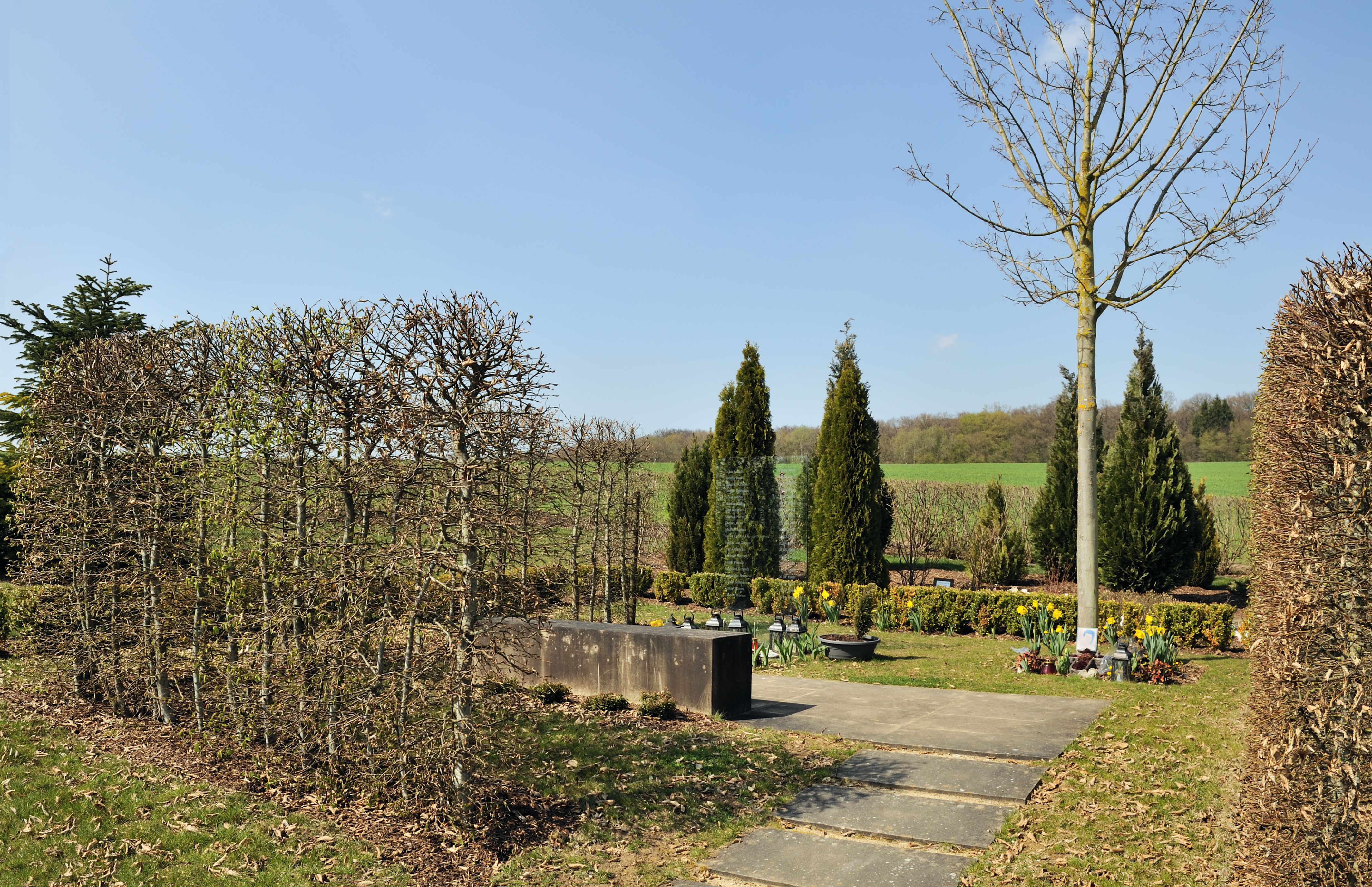
Memorial del accidente del vuelo 9642 de Luxair.

- El 22 de diciembre de 1969, un Vickers Viscount LX-LGC de Luxair fue dañado sin posibilidad de reparación económica cuando se salió de la pista y la rueda de delante colapsó.[12]
- El 29 de septiembre de 1982, un avión Ilyushin Il-62M de Aeroflot sufrió una salida de pista al aterrizar en el aeropuerto.
- El 6 de noviembre de 2002, el Vuelo 9642 de Luxair, un Fokker 50 (registrado como LX-LGB) proveniente de Berlín, Alemania se estrelló en un campo cerca del pueblo de Niederanven durante la aproximación final. 20 pasajeros y la tripulación perdieron la vida, incluyendo al artista Michel Majerus.
- El 21 de enero de 2010, el vuelo 7933 de Cargolux, un Boeing 747 (LX-OCV) golpeó un vehículo durante el aterrizaje. La furgoneta sufrió daños importantes y se dañó un neumático del avión.[13]